# نوروپاتی ایسکمیک قدامی عصب بینایی
نوروپاتی ایسکمیک قدامی عصب بینایی (انگلیسی: Anterior ischemic optic neuropathy) 
یا سکته چشمی، یک وضعیت پزشکی است که شامل از دست دادن بینایی ناگهانی ناشی از قطع جریان خون در قسمت جلویی عصب بینایی میشود.